# 格奥尔格斯马林许特
格奥尔格斯马林许特（德語：Georgsmarienhütte，發音：[ɡeːɔʁksmaˈʁiːənˌhʏtə] ⓘ）是德国下萨克森州奥斯纳布吕克县的城市，面积55.45平方千米，2023年12月31日人口为32,022人。

## 地名
该地名意为“格奥尔格-玛丽冶炼厂”，源于格奥尔格-玛丽矿山与冶炼厂联合会（Georgs-Marien-Bergwerks- und Hüttenverein），其于1856年由汉诺威国王格奥尔格及王后——萨克森-阿尔滕堡公主玛丽资助建立于当地。